# اسکات دان
اسکات دان (انگلیسی: Scott Dann؛ زادهٔ ۱۴ فوریهٔ ۱۹۸۷) یک بازیکن فوتبال اهل بریتانیا است.
از باشگاه‌هایی که در آن بازی کرده‌است می‌توان به بیرمنگام سیتی، والسال، باشگاه فوتبال ردیچ یونایتد، بلکبرن راورز، باشگاه فوتبال کاونتری سیتی، و کریستال پالاس اشاره کرد.